# Ma vie posthume
Ma vie posthume est une série de bande dessinée française scénarisée par Hubert et dessinée par Zanzim, publiée par Glénat dans la collection « 1000 Feuilles » en deux volumes sortis entre 2012 et 2013.

## Publication
1. Ne m'enterrez pas trop vite, avril 2012  (ISBN 978-2-7234-8359-9)
2. Anisette et formol, mars 2013  (ISBN 978-2-7234-8735-1)